# Uramya limacodis
Uramya limacodis är en tvåvingeart som först beskrevs av Townsend 1892.  Uramya limacodis ingår i släktet Uramya och familjen parasitflugor. Inga underarter finns listade i Catalogue of Life.